# Seznam dílů seriálu Já Frankie
Toto je seznam dílů seriálu Já Frankie.

## Přehled řad
| Řada | Díly | Premiéra v USA | Premiéra v USA | Premiéra v ČR (ČT :D) | Premiéra v ČR (ČT :D) | Premiéra v ČR  | Premiéra v ČR      |
| Řada | Díly | První díl      | Poslední díl   | První díl             | Poslední díl          | První díl      | Poslední díl       |
| ---- | ---- | -------------- | -------------- | --------------------- | --------------------- | -------------- | ------------------ |
| 1    | 20   | 11. září 2017  | 6. října 2017  | 13. února 2023        | 10. března 2023       | 1. října 2018  | 26. října 2018     |
| 2    | 22   | 11. srpna 2018 | 4. října 2018  | 13. března 2023       | 11. dubna 2023        | 29. října 2018 | 27. listopadu 2018 |

## Seznam dílů

### Pilotní díl (2017)
| Původní název    | Český název    | Režie        | Scénář         | Premiéra v USA | Premiéra v ČR | Prod. kód |
| ---------------- | -------------- | ------------ | -------------- | -------------- | ------------- | --------- |
| I Am... a Gaines | Já...Gainesová | Steve Wright | Charlotte Owen | 4. září 2017   | 1. října 2018 | 101       |

### První řada (2017)
| Č. v seriálu | Č. v řadě | Původní název                  | Český název                             | Režie          | Scénář                         | Premiéra v USA | Premiéra v ČR  | Prod. kód |
| ------------ | --------- | ------------------------------ | --------------------------------------- | -------------- | ------------------------------ | -------------- | -------------- | --------- |
| 1            | 1         | I Am...in Danger               | Já...Matematička                        | Steve Wright   | Charlotte Owen                 | 11. září 2017  | 2. října 2018  | 101-102   |
| 2            | 2         | I Am...a Rom-Com Fan           | Já...Jsem milovník romantických komedií | Steve Wright   | Jeff Sayers                    | 12. září 2017  | 3. října 2018  | 103       |
| 3            | 3         | I Am...a Radio?                | Já...Rádio?                             | Siobhan Devine | Charlotte Owen                 | 13. září 2017  | 4. října 2018  | 104       |
| 4            | 4         | I Am...My Enemy's Friend?      | Já...Kamarádím s nepřítelem?            | Siobhan Devine | Charlotte Owen                 | 14. září 2017  | 5. října 2018  | 105       |
| 5            | 5         | I Am...Battery Operated        | Já..Se dobíjím na baterky               | Siobhan Devine | Jeff Sayers                    | 15. září 2017  | 8. října 2018  | 106       |
| 6            | 6         | I Am...Heartbroken             | Já...Se zlomeným srdcem                 | Siobhan Devine | Charotte Owen and Elle Andrews | 18. září 2017  | 9. října 2018  | 107       |
| 7            | 7         | I Am...Lost                    | Já...Se ztratila                        | Steve Wright   | Jeff Sayers                    | 19. září 2017  | 10. října 2018 | 108       |
| 8            | 8         | I Am...Disconnected            | Já...Odpojena                           | Steve Wright   | Elle Andrews                   | 20. září 2017  | 11. října 2018 | 109       |
| 9            | 9         | I Am...Crashing                | Já...V rozpadu                          | Siobhan Devine | Jeff Sayers                    | 21. září 2017  | 12. října 2018 | 110       |
| 10           | 10        | I Am...Speechless              | Já...Nemluvím                           | Siobhan Devine | Jeff Sayers                    | 22. září 2017  | 15. října 2018 | 111       |
| 11           | 11        | I Am...Hungry                  | Já...Hladová                            | Siobhan Devine | Elle Andrews                   | 25. září 2017  | 16. října 2018 | 112       |
| 12           | 12        | I Am...Remote Controlled       | Já...Ovládaná na dálku                  | Steve Wright   | Charlotte Owen                 | 26. září 2017  | 17. října 2018 | 113       |
| 13           | 13        | I Am...Suspended               | Já...Vyloučená                          | Steve Wright   | Elle Andrews                   | 27. září 2017  | 18. října 2018 | 114       |
| 14           | 14        | I Am...Not Alone               | Já...Nejsem sama                        | Steve Wright   | Jeff Sayers                    | 28. září 2017  | 19. října 2018 | 115       |
| 15           | 15        | I Am...Hot on the Trail        | Já...Na stopě                           | Steve Wright   | Charlotte Owen                 | 2. října 2017  | 22. října 2018 | 116       |
| 16           | 16        | I Am...Hanging Out With a Boy! | Já...Na rande s klukem!                 | Steve Wright   | Elle Andrews                   | 3. října 2017  | 23. října 2018 | 117       |
| 17           | 17        | I Am...Bound for Glory         | Já...Proslavím školu                    | Siobhan Devine | Jeff Sayers                    | 4. října 2017  | 24. října 2018 | 118       |
| 18           | 18        | I Am...Caught                  | Já...Jsem prozrazená                    | Steve Wright   | Elle Andrews                   | 5. října 2017  | 25. října 2018 | 119       |
| 19           | 19        | I Am...a Sitting Duck          | Já...Jsem na ráně                       | Steve Wright   | Charlotte Owen                 | 6. října 2017  | 26. října 2018 | 120       |

### Druhá řada (2018)
| Č. v seriálu | Č. v řadě | Původní název               | Český název                        | Režie        | Scénář                     | Premiéra v USA | Premiéra v ČR                | Prod. kód |
| ------------ | --------- | --------------------------- | ---------------------------------- | ------------ | -------------------------- | -------------- | ---------------------------- | --------- |
| 20           | 1         | I Am...Eliza                | Já...Eliza                         | Steve Wright | Charlotte Owen             | 11. srpna 2018 | 29. října 201830. října 2018 | 201-202   |
| 21           | 2         | I Am...Planning an Escape   | Já...Plánuji útěk                  | Steve Wright | Jeff Sayers                | 10. září 2018  | 31. října 2018               | 203       |
| 22           | 3         | I Am...Taking a Break       | Já...Jsi dávám pauzu               | Steve Wright | Elle Andrews               | 11. září 2018  | 1. listopadu 2018            | 204       |
| 23           | 4         | I Am...Buggin'              | Já...Mám šváby                     | Melanie Orr  | Stacey Greenberger         | 12. září 2018  | 2. listopadu 2018            | 205       |
| 24           | 5         | I Am...Compromised          | Já...Jsem očipovaná                | Melanie Orr  | Gloria Shen                | 13. září 2018  | 5. listopadu 2018            | 206       |
| 25           | 6         | I Am...Busting Out          | Já...Utíkám pryč                   | Steve Wright | Charlotte Owen             | 14. září 2018  | 6. listopadu 2018            | 207       |
| 26           | 7         | I Am...Under Suspicion      | Já...Jsem podezřelá                | Steve Wright | Jeff Sayers                | 17. září 2018  | 7. listopadu 2018            | 208       |
| 27           | 8         | I Am...Not Myself           | Já...Jsem rozhozená                | Melanie Orr  | Liam Henry                 | 18. září 2018  | 8. listopadu 2018            | 209       |
| 28           | 9         | I Am...Next                 | Já...Jsem na řadě                  | Melanie Orr  | Jeff Sayers                | 19. září 2018  | 9. listopadu 2018            | 210       |
| 29           | 10        | I Am...a Creature           | Já...Jsem monstrum                 | Melanie Orr  | Gloria Shen                | 20. září 2018  | 12. listopadu 2018           | 211       |
| 30           | 11        | I Am...an Android           | Já...Jsem Android                  | Melanie Orr  | Charlotte Owen             | 21. září 2018  | 13. listopadu 2018           | 212       |
| 31           | 12        | I Am...Frankensteena        | Já...Jsem Frankensteena            | Steve Wright | Elle Andrews               | 24. září 2018  | 14. listopadu 2018           | 213       |
| 32           | 13        | I Am...Part of a Plan       | Já...Jsem část plánu               | Steve Wright | Liam Henry                 | 25. září 2018  | 15. listopadu 2018           | 214       |
| 33           | 14        | I Am...in Trouble With Mom  | Já...Jsem v problému s mámou       | Melanie Orr  | Jeff Sayers                | 26. září 2018  | 16. listopadu 2018           | 215       |
| 34           | 15        | I Am...an Android...or Am I | Já...jsem android?Nebo nejsem?     | Melanie Orr  | Stacey Greenberger         | 27. září 2018  | 19. listopadu 2018           | 216       |
| 35           | 16        | I Am...Jealous              | Já...jsem žárlivá                  | Steve Wright | Charlotte Owen             | 28. září 2018  | 20. listopadu 2018           | 217       |
| 36           | 17        | I Am... in Need of a Plan   | Já...jsem zoufalá a potřebuji plán | Steve Wright | Gloria Shen                | 1. října 2018  | 21. listopadu 2018           | 218       |
| 37           | 18        | I Am... Missing You         | Já...Jsem jenom loutka             | Melanie Orr  | Elle Andrews a Jeff Sayers | 2. října 2018  | 22. listopadu 2018           | 219       |
| 38           | 19        | I Am... the Only Hope       | Já...jsem bezmocná                 | Melanie Orr  | Liam Henry                 | 3. října 2018  | 23. listopadu 2018           | 220       |
| 39           | 20        | I Am...Being Blackmailed    | Já...Jsem obětí vydírání           | Steve Wright | Gloria Shen                | 4. října 2018  | 26. listopadu 2018           | 221       |
| 40           | 21        | I Am...Changed              | Já...Jsem se změnila               | Steve Wright | Charlotte Owen             | 4. října 2018  | 27. listopadu 2018           | 222       |

## Speciál (2017)
| Původní název                | Český název   | Režie | Scénář | Premiéra v USA | Premiéra v ČR | Prod. kód |
| ---------------------------- | ------------- | ----- | ------ | -------------- | ------------- | --------- |
| I Am Frankie... the Download | bude oznámeno | —     | —      | 29. září 2017  | bude oznámeno | 998       |